# Bartłomiej Kowalski
Bartłomiej Kowalski (ur. 4 marca 2002 w Tarnowie) – polski żużlowiec.

## Kariera
Egzamin na licencję „Ż” zdał 30 maja 2017. Pierwszym sezonem startów w drużynowych mistrzostwach Polski był sezon 2018. Jeździł wówczas dla Wandy Kraków. Najlepszym meczem Kowalskiego było spotkanie z Lokomotivem Dyneburg. W starciu z łotewską drużyną młody zawodnik zdobył 8 punktów i bonus (2*,3,3,0). W klubie z Krakowa wystartował w 43 wyścigach, zdobywając z bonusami 33 punkty.
Kontrakt na sezon 2019 podpisał z Włókniarzem Częstochowa. W barwach częstochowskiej drużyny nie pojechał jednak w żadnym ligowym meczu. W Ekstralidze zadebiutował 12 lipca 2020 w meczu przeciwko Motorowi Lublin. Pojechał w trzech wyścigach, w których nie zdobył żadnego punktu. Na przestrzeni całego sezonu występował głównie na zasadzie gościa w drugoligowych Wilkach Krosno. Dla krośnieńskiej drużyny wystartował w ośmiu meczach, a jego średnia biegowa wyniosła 1,654. Na początku sezonu 2021 miał miejsce w składzie częstochowskich "Lwów" – pojechał w dwóch pierwszych meczach zespołu. W dalszej części sezonu stało się jasne, że jego miejsce w składzie zajmie Mateusz Świdnicki, który razem z Jakubem Miśkowiakiem stworzył najlepszy duet juniorów w lidze. Pełnił rolę rezerwowego podczas dwóch rund Grand Prix 2021 rozgrywanych we Wrocławiu. Przez większość 2021 roku startował jako gość w Kolejarzu Opole. W sezonie 2021 osiągnął największy indywidualny sukces w karierze – brązowy medal Turnieju o Brązowy Kask. W sezonie 2022 wraz ze Spartą Wrocław został brązowym medalistą pierwszej edycji Ekstraligi U-24, a wraz z reprezentacją Polski – drużynowym mistrzem Europy juniorów. W sezonie 2023 tryumfował w Turnieju o Srebrny Kask oraz wywalczył brązowy medal Indywidualnych Mistrzostw Świata Juniorów. W sezonie 2023 zdobył swój pierwszy medal Drużynowych Mistrzostw Polski - srebro ze Spartą Wrocław.     
W okresie transferowym przed sezonem 2022 o Kowalskiego najbardziej zabiegały dwie ekstraligowe drużyny: Stal Gorzów Wielkopolski oraz Sparta Wrocław. Kiedy w Internecie znalazło się zdjęcie Kowalskiego w klubowej bluzie gorzowskiej drużyny z prezesem klubu Markiem Grzybem, wydawało się, że zawodnik przejdzie do Stali Gorzów. Ostatecznie jednak wybrał przejście do Wrocławia, tłumacząc, że zrobienie zdjęcia w barwach gorzowskiej Stali nie było zobowiązujące.

## Starty w Grand Prix (indywidualnych mistrzostwach świata na żużlu)

### Punkty w poszczególnych zawodachGrand Prix
| Sezon 2021       |                  |                     |                     |                    |                    |                      |                      |                   |                   |                   |         |         |         |         |         |         |         |         |         |         |         |        |        |        |        |        |        |        |        |        |        |        |
| GP Czech – Praga | GP Czech – Praga | GP Polski – Wrocław | GP Polski – Wrocław | GP Polski – Lublin | GP Polski – Lublin | GP Szwecji – Målilla | GP Rosji – Togliatti | GP Danii – Vojens | GP Polski – Toruń | GP Polski – Toruń | miejsce | miejsce | miejsce | miejsce | miejsce | miejsce | miejsce | miejsce | miejsce | miejsce | miejsce | punkty | punkty | punkty | punkty | punkty | punkty | punkty | punkty | punkty | punkty | punkty |
| –                | –                | –                   | 0                   | –                  | –                  | –                    | –                    | –                 | –                 | –                 | 32      | 32      | 32      | 32      | 32      | 32      | 32      | 32      | 32      | 32      | 32      | 0      | 0      | 0      | 0      | 0      | 0      | 0      | 0      | 0      | 0      | 0      |

| Statystyki        | Statystyki |
| ----------------- | ---------- |
| Starty            | 1          |
| Zwycięstwa        | 0          |
| Miejsca na podium | 0          |
| Finalista         | 0          |
| Punkty            | 0          |

## Starty wIndywidualnych Mistrzostwach Świata Juniorów na Żużlu
Stan na 16 września 2023.
| Sezon 2023 |                     |        |         |         |         |         |         |         |         |         |         |        |        |        |        |        |        |        |        |        |
| Praga      | Gorzów Wielkopolski | Vojens | miejsce | miejsce | miejsce | miejsce | miejsce | miejsce | miejsce | miejsce | miejsce | punkty | punkty | punkty | punkty | punkty | punkty | punkty | punkty | punkty |
| 18         | 12                  | 12     |         |         |         |         |         |         |         |         |         | 42     | 42     | 42     | 42     | 42     | 42     | 42     | 42     | 42     |

| Statystyki        | Statystyki |
| ----------------- | ---------- |
| Starty            | 3          |
| Zwycięstwa        | 0          |
| Miejsca na podium | 1          |
| Finalista         | 1          |
| Punkty            | 42         |